# 0.5mm
《0.5mm》，2014年由日本新銳女導演安藤桃子執導的劇情片，改編自其編寫的同名小說。此片由安藤櫻主演，亦是安藤桃子的第二部個人長片電影。
此片上映後收獲眾多好評，安藤櫻亦獲得七座2014年度日本各電影獎的最佳女主角獎，此片亦入選各大影評人的「年度十佳」榜，並獲得報知電影獎、日本電影影評人大獎最佳影片。

## 概要
全片長度超過三小時，由五個篇章所構成，講述女主角山岸紗羽（安藤櫻 飾）在因故身無分文之後，一路上所發生的故事。

## 劇情
山岸紗羽（安藤櫻 飾）是個專業的老人看護，深受看護家庭的信賴。某日，其所照顧的老人片岡昭三（織本順吉 飾）因時日無多，其家屬片岡雪子（木內綠 飾）提出高額報酬，要求紗羽幫昭三完成最後的遺願，即是「和昭三同床共枕一晚」。在雪子的央求下，紗羽心軟的答應了雪子的要求。兩人共枕眠的當晚，因暖爐電線走火而發生了失火的意外事件，昭三葬身火窟。驚慌失措的紗羽逃出房間後，驚愕的發現雪子早已上吊身亡。而片岡家僅存的家人片岡真（土屋希望 飾）當場目睹此慘狀。
紗羽因此意外事件無法繼續當職業看護。其後，紗羽提領出所有家當，但在搭乘電車回家時卻不慎將現金遺落在車廂中。身無分文的她，心生一計，開始發揮自己善於和老人相處的專長，在街上物色老人並脅迫老人們將自己帶回家中同住。為了取得老人們的信賴，紗羽每天自動幫老人家們整理家務並料理三餐，展開「寄生」的生活。對象包括一個想在KTV過夜的重病老頭康夫（井上龍夫 飾）、身懷千萬鉅款但以刺穿路邊腳踏車胎為樂的獨居老人阿茂（坂田利夫 飾）、面對家中癱瘓的妻子只想逃避的資深教師真壁義男（津川雅彥 飾）等老人們；到了最後砂羽因無路可走，開車回到原來的小鎮，竟看見片岡真在一家商店行竊，便以換宿為要脅，答應真不說出偷竊的事，只要能讓她有個安身之處。不料此時的真已寄人籬下，改姓為「佐佐木」。在與真同住在老人佐佐木健（柄本明 飾）家中期間，砂羽得知關於真的一些秘密。
在這些與不同老人們相處的日子裡，紗羽看見並經歷老人們遇到的各種無奈與現實問題……。

## 主要角色
- 山岸紗羽：安藤櫻
- 真壁義男：津川雅彥
- 佐佐木健：柄本明
- 阿茂：坂田利夫
- 真壁靜江：草笛光子
- 片岡昭三：織本順吉
- 片岡雪子：木內綠（日语：木内みどり）
- 片岡真：土屋希望
- 康夫：井上龍夫（日语：井上竜夫）
- 卡拉OK店員：東出昌大
- 齊藤末男：BENGARU（日语：ベンガル (俳優)）
- 濱田：角替和枝（日语：角替和枝）
- 真壁久子：淺田美代子（日语：浅田美代子）

## 上映
2013年3月至4月，在日本高知縣拍攝，同年10月，於四萬十電影節首映。

## 獎項

### 最佳作品
- 第39回報知電影獎
- 第24回日本電影影評人大獎
- 第88回電影旬報獎 Best 2
- 第10回大阪電影節 Best 3
- 第18屆上海國際电影節（亞洲新人獎最佳影片）
- 第57屆藍絲帶獎 年度十佳
- 2014映畫藝術 日本電影十佳片 第二位
- 第36屆橫濱電影節 年度十佳 第三位
- 第19屆日本インターネット映画大賞 年度十佳 第七位

### 最佳編劇
- 安藤桃子
  - 第69回每日電影獎[4]

### 最佳新進導演
- 安藤桃子
  - 第29回高崎電影節（日语：高崎映画祭）
  - 第18屆上海國際电影節（亞洲新人獎最佳新人導演）

### 最佳女主角
- 安藤櫻
  - 第27回日刊體育電影大獎─入圍
  - 第57回藍絲帶獎[5]
  - 第88回電影旬報獎
  - 第38回日本電影金像獎-入圍
  - 第29回高崎電影節（日语：高崎映画祭）
  - 第69回每日電影獎
  - 第19回日本網路電影大獎
  - 第24回日本電影影評人大獎[6]

### 最佳男配角
- 津川雅彥
  - 第39回報知電影獎

- 坂田利夫
  - 第10回大阪電影節

## 外部連結
- 《0.5mm》官方網站（页面存档备份，存于）
- 0.5mm的X（前Twitter） （日語）
- 互联网电影数据库（IMDb）上《0.5mm》的资料（英文）
- 金馬奇幻影展官網（页面存档备份，存于）